# The Brute (film, 1920)

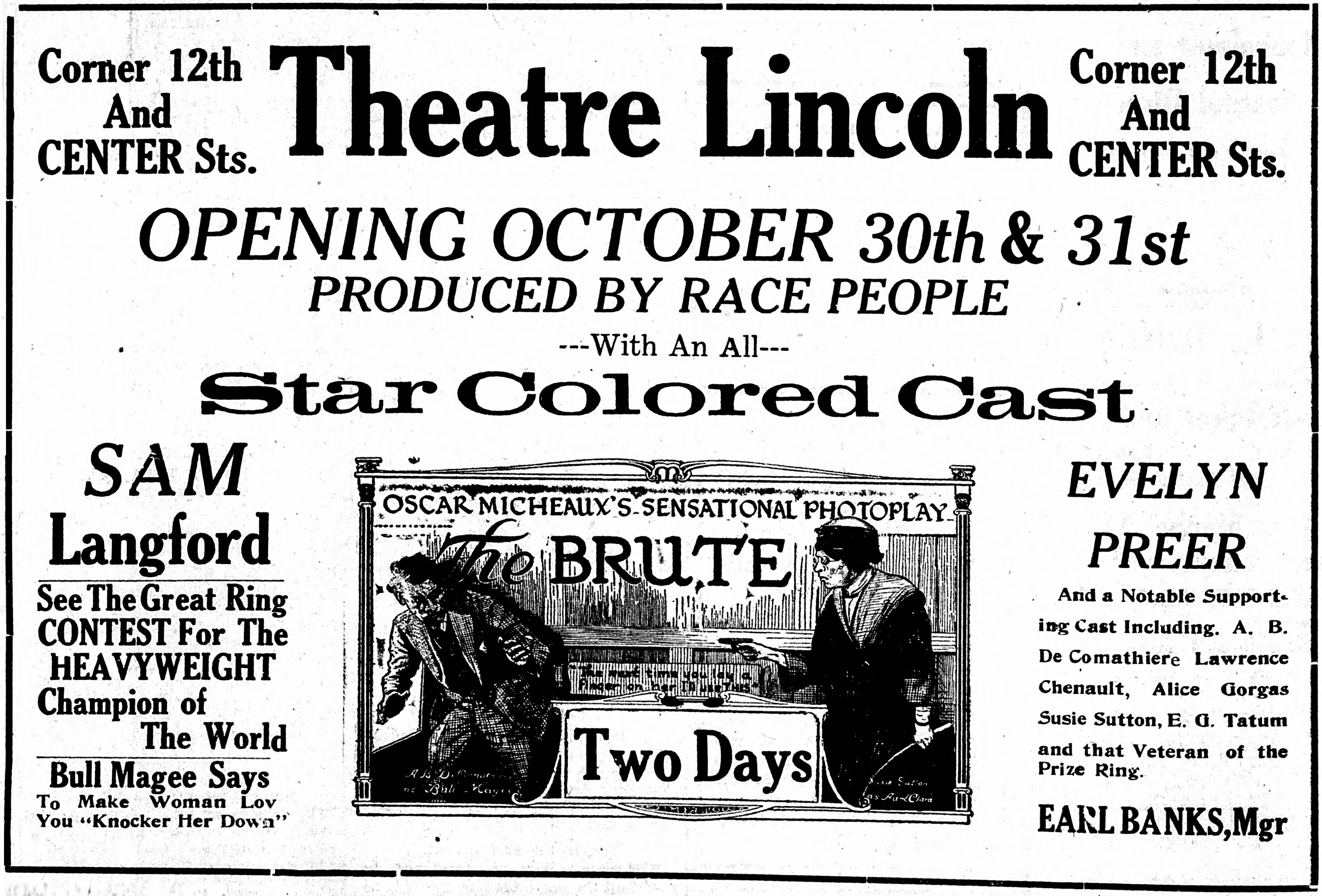
Annonce pour le film dans la presse.

Pour l’article homonyme, voir The Brute (film, 1927).
The Brute est un film américain réalisé par Oscar Micheaux et sorti en 1920. Il a été censuré par la police sudiste lors de sa sortie.

## Synopsis
Mildred, une jolie jeune fille, est tombée sous l'emprise d'un homme dont la conviction est « pour qu'une fille t'aime, il faut la frapper ».

## Fiche technique
- Réalisation : Oscar Micheaux
- Scénario : Oscar Micheaux
- Production : Micheaux Film Corp.
- Distribution : Micheaux Film Corp.
- Durée : 7 bobines
- Date de sortie :
  - États-Unis : 1920

## Distribution
- Evelyn Preer : Mildred Carrison
- A. B. DeComathiere : Bull Magee
- Sam Langford : Tug Wilson
- Susie Sutton : tante Clara
- Lawrence Chenault : Herbert Lanyon
- Laura Bowman : Mrs. Carrison
- Mattie Edwards : un invité
- Alice Gorgas : Margaret Pendleton
- Virgil Williams : Referee
- Marty Cutler : Sidney Kirkwood
- Floy Clements : Irene Lanyon[2]
- Louis Schooler : Klondike
- Harry Plater
- E. G. Tatum
- Al Gaines